# Termone
Unter Termonen versteht man hormonähnliche Wirkstoffe der Gameten niederer Organismen, die geschlechtsspezifisch wirken. Sie bestimmen die Geschlechtlichkeit phänotypisch, aber nicht die sekundären Geschlechtsmerkmale. Bei männlichen Organismen spricht man von Androtermonen, bei weiblichen von Gynotermonen.
Die Begriffe „Termone“ und „Gamone“ wurden von Max Hartmann in seinem Werk Allgemeine Biologie (1925) geprägt. Diese Stoffe kommen vorwiegend bei Protozoen, Algen und Pilzen vor.